# Trimma stobbsi
Trimma stobbsi là một loài cá biển thuộc chi Trimma trong họ Cá bống trắng. Loài này được mô tả lần đầu tiên vào năm 2001.

## Từ nguyên
Từ định danh stobbsi được đặt theo tên của Robin E. Stobbs, người bạn và đồng nghiệp đã giúp Winterbottom khi mới bắt đầu sự nghiệp, đặc biệt là khía cạnh nghiên cứu thực địa, suốt những năm tại Viện Nghiên cứu Ngư học JLB Smith.

## Phân bố và môi trường sống
Từ Maldives, T. stobbsi có phân bố trải dài về phía đông, qua Việt Nam đến Vanuatu và Nouvelle-Calédonie, về phía nam đến rạn san hô Ashmore.
T. stobbsi sống trong các hang hốc và dưới gờ đá ở độ sâu từ 10 đến đến ít nhất là 40 m.

## Mô tả
Chiều dài lớn nhất được ghi nhận ở T. stobbsi là 2,5 cm. Đầu màu vàng, thân màu nâu xám và có một đốm đen ở phía trên và ngay phía trước góc sau trên của nắp mang.
Số gai vây lưng: 6–7; Số tia vây lưng: 9–10; Số gai vây hậu môn: 1; Số tia vây hậu môn: 8–9.